# 20392 Mikeshepard
20392 Mikeshepard è un asteroide della fascia principale. Scoperto nel 1998, presenta un'orbita caratterizzata da un semiasse maggiore pari a 2,8946110 UA e da un'eccentricità di 0,0972741, inclinata di 15,90482° rispetto all'eclittica.